# Anthomyia confusanea
Anthomyia confusanea este o specie de muște din genul Anthomyia, familia Anthomyiidae, descrisă de Verner Michelsen în anul 1985.
Este endemică în Spania. Conform Catalogue of Life specia Anthomyia confusanea nu are subspecii cunoscute.